# Seynabou Mbengue
Pour les articles homonymes, voir Mbengue.
Cet article concerne footballeuse sénégalaise. Pour handballeuse espagnole, voir Seynabou Mbengue (es).
Seynabou Mbengue, née le 15 mars 1992 à Diourbel (Sénégal), est une footballeuse internationale sénégalaise. Elle évolue au poste d'attaquante au Montauban FCTG.

## Carrière

### En club
Avec les Amazones de Grand-Yoff, elle réalise le doublé coupe-championnat sénégalais en 2019, et termine meilleure buteuse de la saison avec 12 réalisations.
En compagnie de sa coéquipière Adama Fall, elle rejoint ensuite le Valenciennes FC, tout juste promu en Régional 1 (3e division française). Avec le VAFC, elle inscrit 24 buts en une saison, avec notamment un quintuplé en coupe de France face à Beauvais.
Elle est alors recrutée par le FF Yzeure AA, qui évolue en deuxième division.

### En sélection
Seynabou Mbengue joue en équipe du Sénégal.

## Palmarès
Amazones de Grand-Yoff
- Championnat du Sénégal : 2019
- Coupe du Sénégal : 2019